# Nervo cutaneo mediale dell'avambraccio
Il nervo cutaneo mediale dell'avambraccio è un nervo sensitivo che origina come ramo terminale del tronco secondario mediale del plesso brachiale. A volte viene considerato un ramo collaterale. Riceve fibre da C8 e T1 e innerva la cute della faccia mediale dell'avambraccio.

## Decorso
Alla sua origine il nervo è situato fra l'arteria e la vena ascellare; si porta quindi nel braccio decorrendo assieme all'arteria brachiale. A questo livello emette un piccolo ramo che si fa sottocutaneo e innerva la cute che ricopre il bicipite. Prosegue fino a metà del braccio, dove perfora la fascia brachiale, raggiunge il gomito e si divide in due rami terminali:
- ramo anteriore: prosegue lungo la piega del gomito e innerva la cute anteromediale dell'avambraccio.
- ramo posteriore: si porta dorsalmente e innerva la cute posteromediale dell'avambraccio.